# Molnár Ödön
Molnár Ödön (Budapest, 1891. március 25. – Budapest, 1951. június 9.) válogatott labdarúgó, csatár, állampénztári tisztviselő. Testvérei Molnár Ferenc és Molnár Imre is válogatott labdarúgók voltak. A sportsajtóban Molnár III néven volt ismert.

## Családja
Molnár János és Benigni Ludmilla fiaként született. 1918. április 1-jén Budapesten, a Terézvárosban házasságot kötött Holl Etel Zsófiával.

## Pályafutása

### Klubcsapatban
A BTC labdarúgója volt. A csapattal egy bajnoki bronzérmet szerzett. 1909-ben testvéreivel visszatért Újpestre.

### A válogatottban
1908-ban egy alkalommal szerepelt a magyar labdarúgó-válogatottban.

## Sikerei, díjai
- Magyar bajnokság
  - 3.: 1908–09

## Statisztika

### Mérkőzése a válogatottban
| Magyarország | Magyarország      | Magyarország               | Magyarország | Magyarország | Magyarország | Magyarország | Magyarország | Magyarország |
| #            | Dátum             | Helyszín                   | Hazai        | Eredmény     | Vendég       | Kiírás       | Gólok        | Esemény      |
| ------------ | ----------------- | -------------------------- | ------------ | ------------ | ------------ | ------------ | ------------ | ------------ |
| 1.           | 1908. november 1. | Budapest, Millenáris-pálya | Magyarország | 5 – 3        | Ausztria     | barátságos   | -            |              |
|              | Összesen          |                            |              | 1            | mérkőzés     |              | 0            | gól          |

## Időskora és halála
Állampénztári főtanácsosi minőségben vonult nyugdíjba. Egy 1951. június 1-én kelt határozat alapján őt és családját június 4-én azonnali hatállyal Budapestről kitelepítették Jánoshidára. Ekkor már annyira beteg volt, hogy az Alföldi utcai kórházba vitték, ahol 1951. június 9-én halt meg szervi szívbaj következtében.